# Корф, Фёдор Фёдорович
Барон Фёдор Фёдорович Корф (1801—1853) — русский прозаик, драматург и журналист; редактор «Русского инвалида».
Брат Леопольда и Юлия Фёдоровичей Корф.

## Биография
В «Российской родословной книге» П. В. Долгорукова указана дата рождения 20 октября 1813 года; Однако в метрической книге церкви при Российской миссии в Париже за 1853 год указано, что он умер в возрасте 41 года. Его отец, обер-комендант в Митаве, Фёдор Фёдорович Корф (1760—1813) был женат на Марии Сергеевне Смирновой; у них было 8 детей — 6 сыновей и две дочери.
Служил в Преображенском лейб-гвардии полку до 1833 года. После выхода в отставку с военной службы был вторым секретарём в русской миссии в Тегеране (Персия, 1834—1835). По возвращении в Петербург служил в Министерстве финансов, затем во II отделении собственной канцелярии императора. В 1848 году был назначен редактором «Русского инвалида».
Умер от чахотки в Монпелье 14 (26) сентября 1853 года и был похоронен 16 октября на Монмартрском кладбище.

## Литературная деятельность
Издал «Воспоминания о Персии» (СПб., 1838). С того же года начал деятельно участвовать в журналах. Сблизившись с П. А. Плетнёвым, опубликовал несколько повестей — «Отрывки из жизнеописания Хомкина» (1838), «Музыкант» (1841), «Записки чёрной шелковой шляпы» (1842); роман «Как люди богатеют» (1847). Помещал статьи и переводы в журнале «Современник»; сотрудничал также в журнале «Отечественные записки», где опубликовал повесть «Прошлое (Из записок неизвестного)» (1839), пьесу «Браслет и прочее» (1851). Он также автор комедий «Белая камелия», «Чему быть, того не миновать».

## Семья
Был женат на Софии Келер. Их дети:
- Анатолий (1842—1917)
- Фёдор
- Николай.

О жене Корфа имеется такое сообщение — после посещения дачи Ф. Ф. Корфа П. А. Плетнёв сообщал Я. К. Гроту: «… Лакьер, кандидат Московского университета, родня жены барона».